# Tenochtitlan: la última batalla de los aztecas
Tenochtitlan: la última batalla de los aztecas es una novela del escritor costarricense
José León Sánchez, publicada por primera vez en 1984 en Ciudad de México por la editorial Grijalbo. Tenochtitlan narra, desde la perspectiva de los aztecas, los acontecimientos que se sucedieron desde el arribo de los conquistadores españoles a las costas mexicanas en 1519, hasta la caída de la ciudad de México-Tenochtitlan, capital del Imperio mexica, y el consecuente colapso de la civilización mexica, en 1521. La obra se distingue, además, por la forma en que describe gran cantidad de valores y aspectos culturales, históricos, políticos, religiosos, militares y de estilo de vida del pueblo mexica antes y durante la conquista de México.
Tenochtitlan ha hecho a su autor ganador de cuatro premios literarios, un doctorado honoris causa, y ha sido traducida a idiomas como alemán, inglés y ucraniano entre otros. 